# Ipeúna
Ipeúna är en kommun i Brasilien.   Den ligger i delstaten São Paulo, i den sydöstra delen av landet, 700 km söder om huvudstaden Brasília. Antalet invånare är 6 016.
Omgivningarna runt Ipeúna är en mosaik av jordbruksmark och naturlig växtlighet. Runt Ipeúna är det tätbefolkat, med 319 invånare per kvadratkilometer.